# Magnimasso
Magnimasso, également orthographié Manyimasso, est une commune située dans le département de Dédougou de la province du Mouhoun au Burkina Faso.